# Dipendra Prasad
Dipendra Prasad (22 de março de 1960) é um matemático indiano.
Prasad estudou no St. Xavier College em Bombaim com o bacharelado em 1978, no Indian Institute of Technology em Kanpur com um mestrado em 1980 e obteve um doutorado em 1989 na Universidade Harvard, orientado por Benedict Gross, com a tese Trilinear Forms for GL2 of a Local Field and {\displaystyle \varepsilon }-Factors. Foi professor no Harish-Chandra Research Institute em Allahabad (a partir de 1994 professor associado e a partir de 1997 professor) e é professor no Tata Institute of Fundamental Research, onde já foi de 1990 a 1993 fellow e de 1993 a 1997 reader.
Recebeu o Shanti-Swarup-Bhatnagar-Preis de 2002. Foi palestrante convidado do Congresso Internacional de Matemáticos no Rio de Janeiro (2018: Ext-analogues of Branching laws).
É irmão dos professores de matemática Gopal Prasad e Shrawan Kumar.

## Obras
- Trilinear forms for representations of GL (2) and local {\displaystyle \varepsilon } -factors, Compositio Mathematica, Volume 75, 1990, p. 1–46.
- com B. H. Gross: Test vectors for linear forms, Math. Ann., Volume 291, 1991, p. 343–355
- com B. H. Gross: On the decomposition of a representation of SO(n) when restricted to SO(n − 1), Canadian Journal of Mathematics, Volume 44, 1992, p. 974–1002.
- com C. Khare: Extending local representations to global representations, Kyoto J. of Maths, Volume 36, 1996, p. 471–480
- com Jeffrey D. Adler: On certain mulitplicity one theorems, Israel J. of Mathematics, Volume 153, 2006, p. 221–245.
- Relating invariant linear form and local epsilon factors via global methods, with an appendix by H. Saito, Duke Mathematical Journal, Volume 138, 2007, p. 233–261.
- com Rainer Schulze-Pillot: Generalised form of a conjecture of Jacquet, and a local consequence, J. Reine und Angewandte Mathematik, Volume 616, 2008, p. 219–236
- com Ramin Takloo-Bighash: Bessel models for GSp (4), J. Reine und Angewandte Math., Volume 655., 2011, p. 189–243.
- com Dinakar Ramakrishnan: On the self-dual representations of division algebras over local fields, American Journal of Mathematics, Volume 134, 2012, p. 749–772.
- com Wee Teck Gan, B. H. Gross: Symplectic local root numbers, central critical L-values, and restriction problems in the representation theory of classical groups, Astérisque, No. 346, 2012, p. 1–109
- com Gan, Gross: Restriction of representations of classical groups: Examples, Astérisque, No. 346, 2012, p. 111–170